# Babadag
Babadag (nom historique turc : Babadağ) est une ville du județ de Tulcea, en Roumanie, située près du lac Babadag au sud-ouest du Delta du Danube.

## Démographie
Lors du recensement de 2011, 69,91 % de la population se déclarent roumains, 13,63 % comme roms et 4,41 % comme turcs (11,38 % ne déclarent pas d'appartenance ethnique et 0,64 % déclarent appartenir à une autre ethnie).

## Politique
| Parti | Parti                        | Sièges |
| ----- | ---------------------------- | ------ |
|       | Parti social-démocrate (PSD) | 9      |
|       | Parti national libéral (PNL) | 8      |

## Histoire
Le nom Babadag signifie en turc « montagne » (dağ) « du derviche » (baba) sans que l'on sache, historiquement, de quel baba il s'agit. Les légendes locales font état de baba Ilieș, de baba Ișac et surtout de baba Sari Saltik, trois baba du XIIIe siècle, vénérés depuis le XIVe siècle par les Bektachis dans les Balkans et dans certaines régions du Moyen-Orient. Le géographe Ibn Battûta mentionne une ville turque du nom de Baba Saltuk mais il est peu probable qu'il s'agisse de l'actuelle Babadag car à l'époque de Battûta, les Ottomans n'avaient pas encore conquis la Dobroudja qui faisait partie d'un état chrétien, le royaume bulgaro-valaque, pour ensuite s'émanciper et devenir un despotat indépendant. La Dobroudja fut conquise par Mourad II, sultan de l'Empire ottoman, en 1421 : il est vraisemblable qu'une garnison bektachis fut postée à ce endroit (sources et gué de la rivière Telița sur la route entre Medgidia et Tulcea) et que c'est ainsi que le nom de Babadag fut consacré.
Vers 1630 le sultan Mourad IV y fit construire une forteresse qui fut, ainsi que la ville, très endommagée par les Russes en 1854, pendant la guerre de Crimée. Babadag devînt roumaine à l'issue de la guerre russo-turque de 1877-1878 et fut, pendant la Première guerre mondiale, occupée par les troupes allemandes puis placée entre mars et octobre 1918 sous condominium germano-austro-hongrois. Comme toutes les villes roumaines, Babadag subit les régimes dictatoriaux carliste, fasciste et communiste de février 1938 à décembre 1989, mais connaît à nouveau la démocratie depuis la chute de la dictature en 1990.
Babadag est, avec Medgidia, l'un des deux centres culturels majeurs de l'islam en Roumanie, avec ses communautés turque et tatare. La base militaire de Babadag, qui s'étend sur 27 km2, a été fondée par les soviétiques en 1944, transférée aux roumains en 1952 et est restée une base du pacte de Varsovie jusqu'en 1990. Depuis l'entrée de la Roumanie dans l'OTAN en 1996, elle reçoit des troupes de l'Alliance dans le cadre d'entraînements militaires.

## Personnalités liées à la ville
- Sur la route de Babadag, livre de l'écrivain polonais Andrzej Stasiuk